# Neozoon (Künstlergruppe)

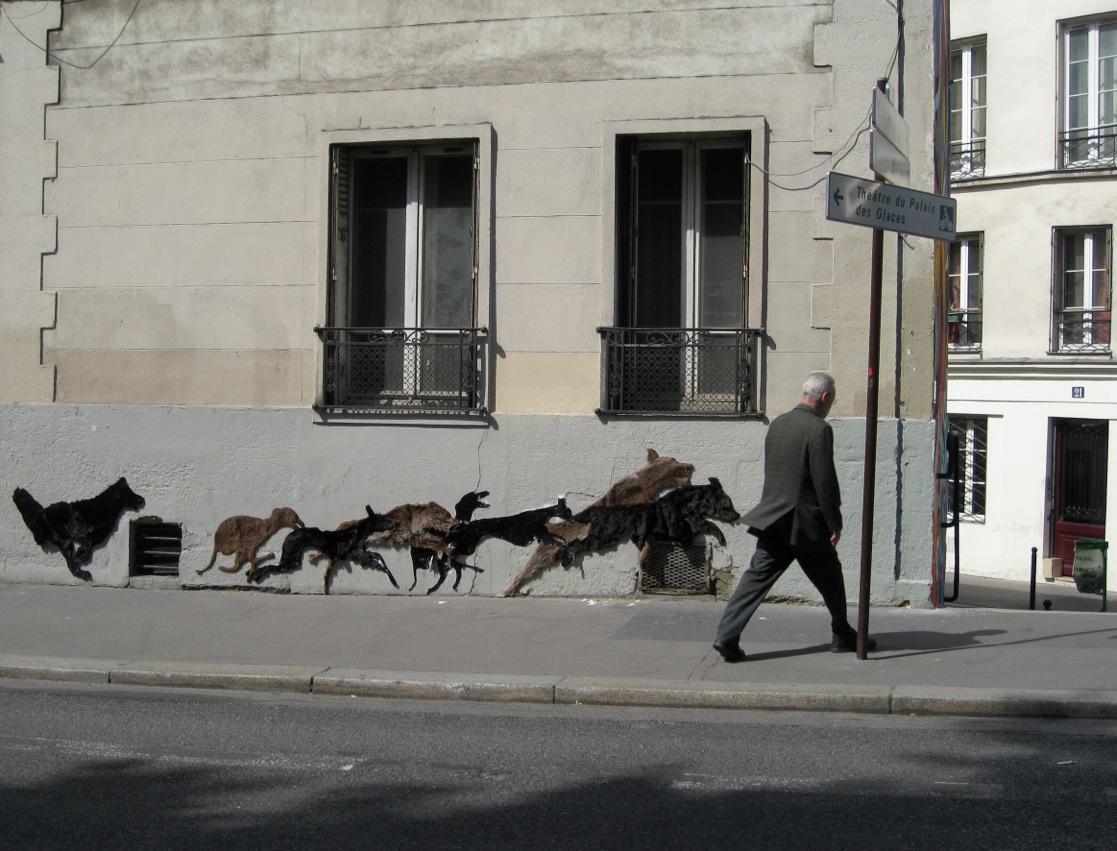
fur coat recycling, Paris 2010

Neozoon (Eigenschreibweise NEOZOON) ist ein 2009 in Frankreich und Deutschland gegründetes Künstlerinnenkollektiv, dessen filmisch-künstlerische Praxis auf dem Prinzip der Collage basiert und sich mit soziologischen Fragen des Anthropozäns beschäftigt. Die Arbeiten von NEOZOON werden weltweit auf Filmfestivals, in Museen und Galerien gezeigt. Die Mitglieder des Kollektivs leben derzeit in Berlin und Dresden.

## Werk
Die Gründerinnen des Kollektivs studierten an der Hochschule für Bildende Künste in Braunschweig, freie Kunst und schlossen ihr Studium 1998 und 2000 als Meisterschülerinnen ab. In den medienübergreifenden Arbeiten von Neozoon werden Machtstrukturen mit dem Fokus auf das menschliche Verhältnis zu anderen Lebewesen (Speziesismus) untersucht. Unter der Verwendung von Found Footage / Youtube Material werden durch Dekonstruktion und Neumontage Sichtachsen freigelegt, die sowohl in Streeart-Aktionen, als auch in viel beachteten Kurzfilmen und Videoinstallationen von einem breiten Publikum gefeiert werden.
Die Arbeiten von Neozoon wurden mit Preisen wie dem WDR Short AWARD auf dem Kurzfilmfestivals Köln oder dem Best Short Award auf dem Flatpackfestival in Birmingham ausgezeichnet. 2023 wurde das Kollektiv beim Filmfest Dresden mit dem Sächsischen Filmförderpreis in Höhe von 20.000 EUR geehrt.

### Festivalteilnahmen und Ausstellungen (Auswahl)
- 2023 Vienna Shorts (A)
- 2023 International Short Film Festival Dresden (D)[8]
- 2022 Vancouver International Filmfestival (CA)
- 2022 Valladolid International Film Festival (ES)
- 2022 20 Seconds for Art, KÖR (AT)[9]
- 2022 Locarno Film Festival (CH)[10]
- 2022  Alexander Levy Gallery (D)[11]
- 2022 60 x 60 Filmcollage, Museum Brot und Kunst, Ulm (D)[12]
- 2021 Message to Man, International Film Festival St. Petersburg (RU)
- 2021 OFF Biennale Budapest (HU)[13]
- 2021 Fotograf Gallery, Prag (CZ)[14]
- 2021 59th Ann Arbor Film Festival (US)[15]
- 2021 wild/beautiful. Animals in Art, Kunsthalle Emden (D)
- 2020 Brehm-Gedenkstätte Renthendorf (D)
- 2020 Octopus Encounter, Glasmoog Gallery KHM Köln (D)[16]
- 2020 #CUTE - Medien & Popkuktur, NRW Forum (D)[17]
- 2019 International Short Film Festival Oberhausen (D)
- 2019 Monitoring, Media Exhibition Kassel (D)[18]
- 2018 The Hobbyist, Rencontres Arles (F)
- 2017 Bearly Legal, Bärenzwinger, Berlin (D)[19]
- 2016 Fire and Forget, Museum für angewandte Kunst, Frankfurt (D)[20]
- 2015 Videonale 15, Kunstmuseum Bonn (D)[21]
- 2014 global aCtIVISm, ZKM Karlsruhe (D)[22]
- 2013 The Pop-Up Generation, mudac, Lausanne (CH)[23]
- 2012 Hors Pistes, Centre Pompidou, Paris (F)[24]
- 2010 Art&Pop Culture, Musée Saint Pierre], Paris (F)[25]
- 2010 Das Manteltier, Installation Zoo Münster (D)[26]

### Auszeichnungen
- 2023 Saxon Film Promotion Prize, Filmfest Dresden[27] (D)
- 2022 Edimotion, Nomination Edit Space[28], Filmforum NRW (D)
- 2022 Special Mention, Las Palmas Short Film Festival[29] (ES)
- 2021 WDR Kurzfilmpreis[30], Kurzfilmfestival Köln (D)
- 2020 First International Prize, Festival du Courts Metrage Lille (FR)
- 2019 Best Short Award, Flatpackfestival Birmingham[31] (UK)
- 2019 Special Mention[32], Kurzfilmfestival Hamburg (D)

- 2018 Emerging Artists AG Kurzfilm (D)
- 2018 Special Mention, Short Film Festival Milano (IT)
- 2017 Social Media Art Award Nomination, Phänomenale Wolfsburg (D)
- 2015 Best Experimental, Cannes Short Film Festival (FR)
- 2012 Best Short Award, Kurzfilmfestival Köln (D)